# 金蓮寺 (京都市)
金蓮寺（こんれんじ）は、京都市北区鷹峯藤林町に所在する、時宗四条派本寺の寺院。山号は錦綾山。本尊は阿弥陀如来。四条道場とも呼ばれる。

## 由緒

### 歴史
時宗の僧真観が応長元年（1311年）に、後伏見上皇の女御である広義門院の出産に際して効があり、後の北朝初代光厳天皇が誕生したことから、上皇から中御門京極、現在の下御霊神社の北部にあった祇陀林寺を賜り金蓮寺と改めたことに始まる。『一遍聖絵』第七によると、祇陀林寺は境内の釈迦堂に一遍が訪れた一遍ゆかりの故地であった。歴代の住持は浄阿弥陀仏（浄阿）を名乗る。
延文元年(1356年)、足利尊氏の盟友で室町幕府の立役者である佐々木道誉（京極高氏）は、元寇以来の一族の戦死者を弔うため、四条京極の宅地の南隣の私領を金蓮寺に寄進する。早歌、舞が境内で催され、中世においては連歌・立花等、芸能・文化の中心地となり、大いに興隆していく。嘉慶2年（1388年）、足利義満により四条京極の染殿院が金蓮寺に寄進され頭塔となる。義満は佐々木道誉が寄進した寺地についても、安堵の御教書を下して、外護の手を差し伸べている。所在地から「四条道場」とも称される。
金蓮寺の四条道場は、時宗遊行派の七条道場・金光寺と本末相論の確執が深まっていく。応永31年（1424年）に、金光寺との対立から堂宇を焼失し、のちに時宗十二派に数えられる「四条派」として独立して、錦綾山太平興国金蓮寺とも称するようになる。さらに応永32年（1425年）の足利義量の没後、実質的に将軍とみられていた足利義持が、金蓮寺を金光寺の末寺とすべきだと勧告したため、信徒が7代目浄阿（金蓮寺住持）を高野山に追放し、火を放つという事件を起こす。
足利将軍家との関係は深く、長享3年（1489年）、足利義政の母日野重子や、9代将軍足利義尚の葬儀が金蓮寺で行われた。その際、対立する金光寺側は足利義尚の葬儀に参加しなかった。翌年、元6代将軍足利義教の荼毘が行われるが、金蓮寺で行われた後、金光寺でも別に行われている。
堂宇は何度も焼失、再建を繰り返す。旧地での最後の火災は元治元年（1864年）の禁門の変の類焼であった。

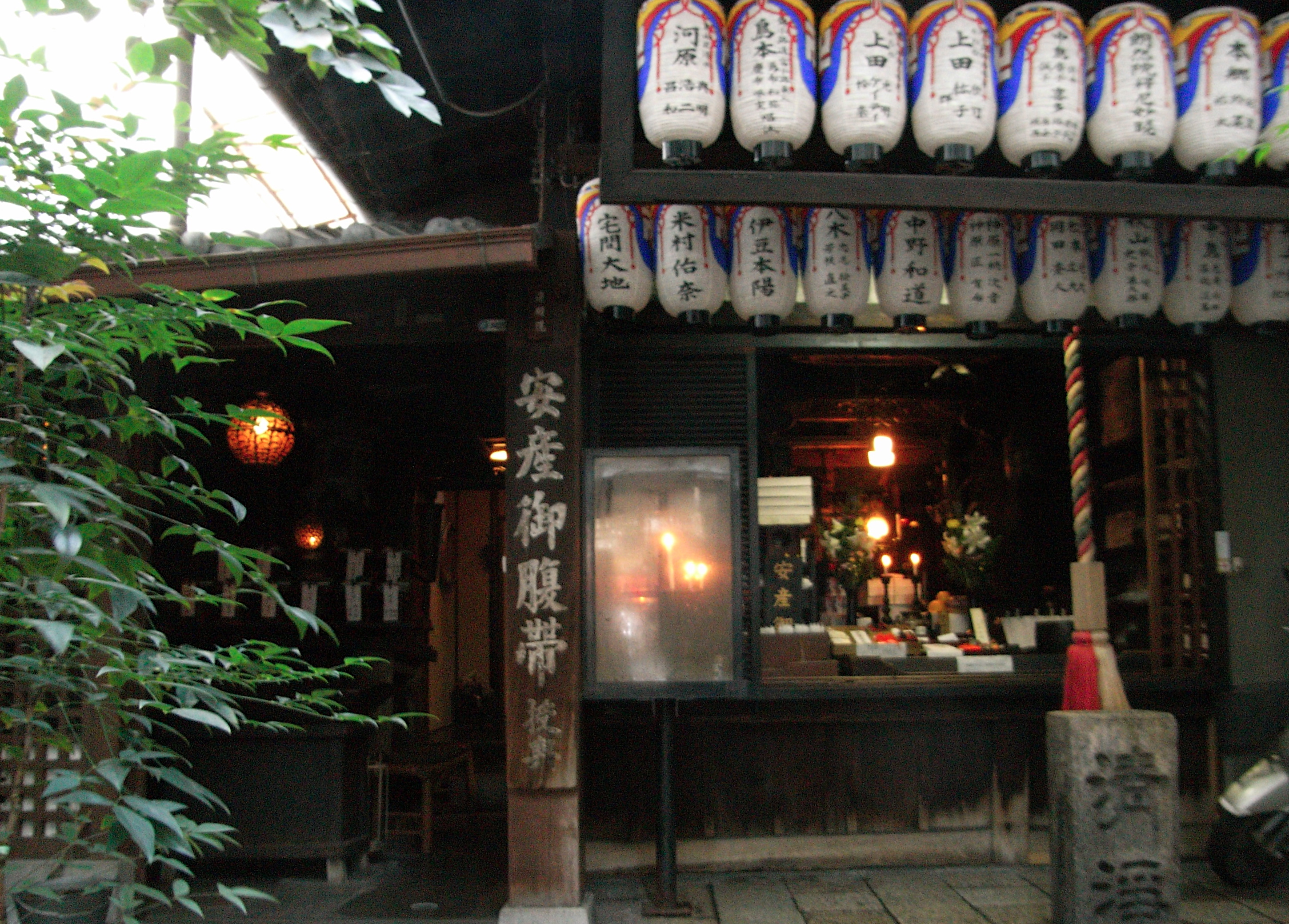
染殿院

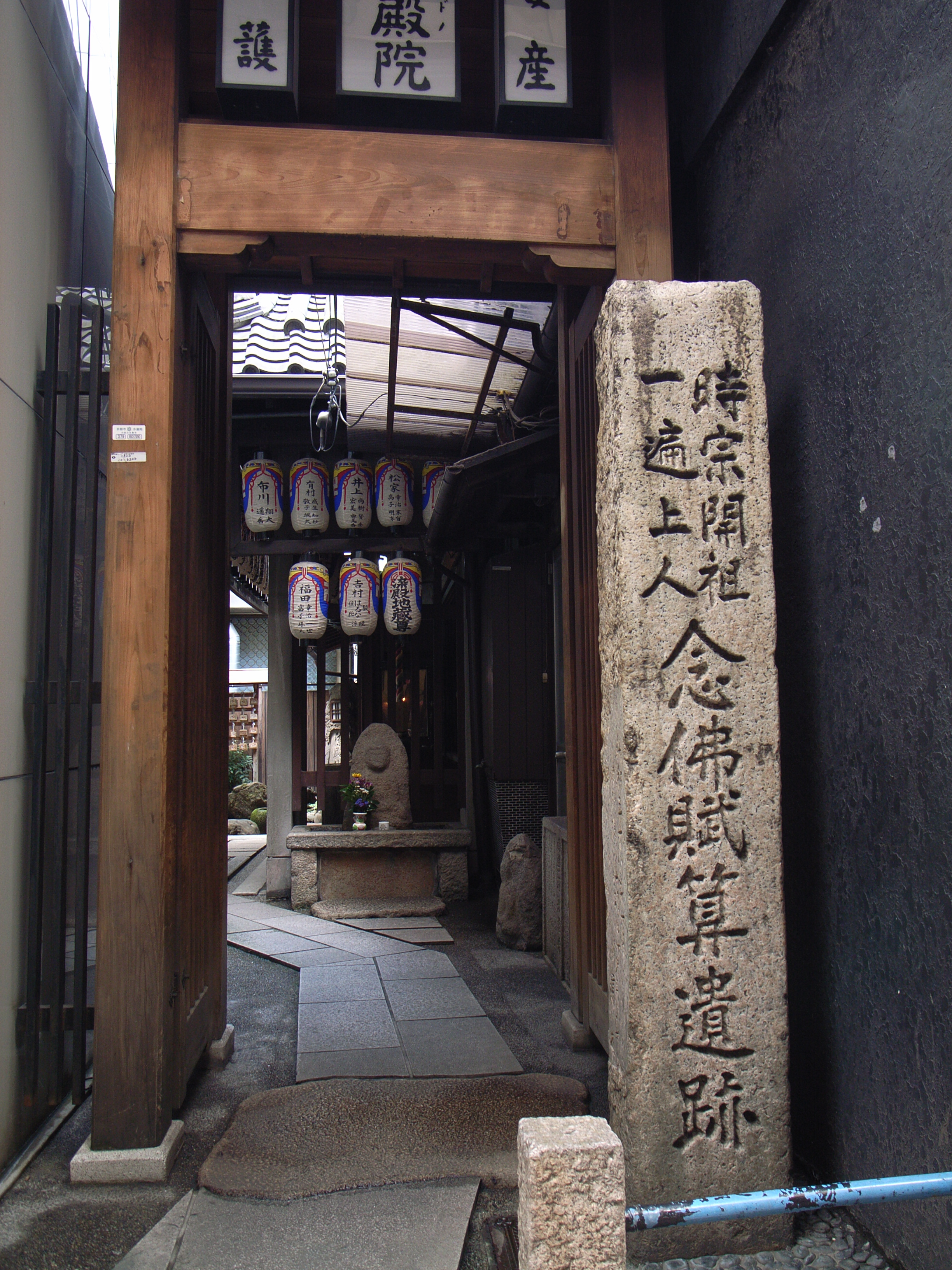
染殿院 東口

18世紀末から寺域の切り売りがはじまった。売却地には料亭・飲食店・商店・見世物小屋が建ち、明治以降には繁華街（新京極）と化してしまい、寺自身も往時のおもかげを失って、寺運が傾いてしまった。旧地である下京区中之町には、塔頭の染殿院（染殿地蔵院、そめどのさん）のみが残り、その前に「時宗開祖一遍上人念仏賦算遺跡」の石碑がある。
1928年（昭和3年）現在の京都市北区鷹峯に移転している。この寺基移転に際し、本堂も移築のため解体されたものの、諸事情により再建には至らず長らく保管されたままになっていた。戦後、当時桑名空襲により全ての伽藍を焼失した真宗大谷派桑名別院本統寺が復興にあたりこの金蓮寺旧本堂を購入し、現在でも桑名別院の本堂として現存している。
『浄阿上人絵詞伝』等の多くの什宝を今でも有している。

## 塔頭
当時の塔頭（子院）:
- 元正院
- 梅林院
- 後松庵
- 照月院
- 知足院
- 南涼院
- 寿福庵
- 永福院
- 宝珠庵
- 長春庵
- 尋牛庵
- 興徳庵
- 松林院
- 放光庵
- 真珠庵
- 十住心院 – 現在の染殿院

## 文化財

### 重要文化財
- 絹本著色阿弥陀如来像 - 南宋時代[4][5]
- 絹本著色遊行上人絵伝

## 所在地
- 京都府京都市北区鷹峯藤林町1-4

染殿院（染殿地蔵院）
- 京都府京都市中京区新京極通四条上る中之町562